# Webera micro-apiculata
Webera micro-apiculata là một loài rêu trong họ Bryaceae. Loài này được Müll. Hal. & Kindb. mô tả khoa học đầu tiên năm 1892.